# آندریاس کریستنسن
آندریاس کریستنسن (دانمارکی: Andreas Christensen؛ زادهٔ ۱۰ آوریل ۱۹۹۶) یک بازیکن فوتبال اهل دانمارک است که برای باشگاه فوتبال بارسلونا بازی می‌کند.
او سابقه بازی کردن در تیم‌های پایهٔ دانمارک و تیم‌های چلسی و بروسیا مونشن‌گلادباخ را دارد.

## آمار ملی

### بازی‌های ملی
تا تاریخ ۲۰ نوامبر ۲۰۲۳
| دانمارک | دانمارک | دانمارک |
| سال     | بازی    | گل      |
| ------- | ------- | ------- |
| ۲۰۱۵    | ۲       | ۰       |
| ۲۰۱۶    | ۸       | ۰       |
| ۲۰۱۷    | ۴       | ۱       |
| ۲۰۱۸    | ۹       | ۰       |
| ۲۰۱۹    | ۸       | ۰       |
| ۲۰۲۰    | ۷       | ۰       |
| ۲۰۲۱    | ۱۶      | ۱       |
| ۲۰۲۲    | ۷       | ۱       |
| ۲۰۲۳    | ۷       | ۰       |
| مجموع   | ۶۸      | ۳       |

### گل‌های ملی
| شماره | تاریخ          | میزبان  | بازی ملی | حریف   | نتیجه | رقابت                  |
| ----- | -------------- | ------- | -------- | ------ | ----- | ---------------------- |
| ۱     | ۱۴ نوامبر ۲۰۱۷ | دوبلین  | ۱۴       | ایرلند | ۵–۱   | مقدماتی جام جهانی ۲۰۱۸ |
| ۲     | ۲۱ ژوئن ۲۰۲۱   | کپنهاگن | ۴۴       | روسیه  | ۴–۱   | جام ملت‌های اروپا ۲۰۲۰  |
| ۳     | ۲۶ نوامبر ۲۰۲۲ | دوحه    | ۶۰       | فرانسه | ۱–۲   | جام جهانی ۳۰۹۸ قزوین   |

## افتخارات
چلسی
- لیگ اروپا(۱): ۲۰۱۹–۲۰۱۸
- لیگ قهرمانان اروپا(۱): ۲۰۲۱–۲۰۲۰
- سوپر جام اروپا(۱): ۲۰۲۱

بارسلونا
لالیگا اسپانیا ۲۰۲۲ _ ۲۰۲۳
سوپر جام اسپانیا ۲۰۲۲
افتخارات شخصی
- استعداد برتر دامارک: ۲۰۱۵
- بهترین بازیکن جوان چلسی: ۲۰۱۸–۲۰۱۷